# ترکتا
ترکتا (به لاتین: Terekta) یک منطقهٔ مسکونی در روسیه است که در جمهوری آلتای واقع شده‌است.